# Wikipedia tiếng Catalunya
Wikipedia tiếng Catalunya là phiên bản tiếng Catalunya của Wikipedia, một bách khoa toàn thư mở. Tính đến tháng 10 năm 2021, Wikipedia tiếng Catalunya có gần 700.000 bài viết.